# آدریانو میزاویلا
آدریانو میزاویلا بازیکن فوتبال اهل برزیل است 